# 基斯通 (加利福尼亞州圖奧勒米縣)
基斯通（英語：Keystone）是位於美國加利福尼亞州圖奧勒米縣的一個非建制地區。該地的面積和人口皆未知。

## 地理
基斯通的座標為37°50′07″N 120°30′28″W / 37.83528°N 120.50778°W，而該地的平均海拔高度為330米（即1083英尺）。